# دیدارهای فوتبال ایران و قرقیزستان
تیم ملی ایران و تیم ملی قرقیزستان تاکنون ۶ بار در مقابل یکدیگر قرار گرفته‌اند. حاصل این بازیها، ۶ برد برای تیم ملی ایران می‌باشد.
در این بازیها جمعاً ۲۹ گل به ثمر رسیده است که سهم تیم ایران ۲۵ گل و سهم تیم قرقیزستان ۴ گل می‌باشد.

## نخستین بازی
نخستین بازی بین این دو تیم در تاریخ ۱۴ خرداد ۱۳۷۶ در شهر دمشق انجام شد که با برتری ۷ بر ۰ تیم ملی ایران به پایان رسید

## بهترین برد
بهترین برد تیم ملی ایران در برابر تیم ملی قرقیزستان کسب نتیجه ۷ بر ۰ میباشد که در همان اولین مصاف این دو تیم برای ایران حاصل شده است

## بررسی کلی بازی‌ها
| بردهای ایران     | ۶ بازی |                 | گل‌های ایران | ۲۵ گل                            |        | بازی‌های برگزار شده در ایران | ۳ بازی |
| مساوی            | ۰ بازی | گل‌های قرقیزستان | ۴ گل        | بازی‌های برگزار شده در کشور بی‌طرف | ۱ بازی |                             |        |
| بردهای قرقیزستان | ۰ بازی |                 |             | بازی‌های برگزار شده در قرقیزستان  | ۲ بازی |                             |        |
| مجموع بازی‌ها     | ۶ بازی | مجموع گل‌ها      | ۲۹ گل       | مجموع بازی‌ها                     | ۶ بازی |                             |        |

## عنوان بازی‌ها
| #   | عنوان بازی          | تعداد بازی | برد ایران | برد قرقیزستان | مساوی |
| --- | ------------------- | ---------- | --------- | ------------- | ----- |
| ۱   | مقدماتی جام جهانی   | ۴          | ۴         | ۰             | ۰     |
| ۲   | دوستانه             | ۱          | ۱         | ۰             | ۰     |
| ۳   | قهرمانی آسیای مرکزی | ۱          | ۱         | ۰             | ۰     |
| جمع | جمع                 | ۶          | ۶         | ۰             | ۰     |

| عملکرد دو تیم در بازی‌های رسمی | عملکرد دو تیم در بازی‌های رسمی | عملکرد دو تیم در بازی‌های رسمی | عملکرد دو تیم در بازی‌های رسمی |
| ----------------------------- | ----------------------------- | ----------------------------- | ----------------------------- |
| بازی                          | برد ایران                     | برد قرقیزستان                 | مساوی                         |
| ۴ بازی                        | ۴ بازی                        | ۰ بازی                        | ۰ بازی                        |

## میزبان و میهمان
| بازی‌هایی که در ایران برگزار شده است       | بازی‌هایی که در ایران برگزار شده است | بازی‌هایی که در ایران برگزار شده است | بازی‌هایی که در ایران برگزار شده است |
| تیم                                       | برد                                 | مساوی                               | باخت                                |
| ----------------------------------------- | ----------------------------------- | ----------------------------------- | ----------------------------------- |
| ایران                                     | ۳                                   | ۰                                   | ۰                                   |
| قرقیزستان                                 | ۰                                   | ۰                                   | ۳                                   |
| بازی‌هایی که در قرقیزستان برگزار شده است   |                                     |                                     |                                     |
| تیم                                       | برد                                 | مساوی                               | باخت                                |
| ایران                                     | ۲                                   | ۰                                   | ۰                                   |
| قرقیزستان                                 | ۰                                   | ۰                                   | ۲                                   |
| بازی‌هایی که در کشوری بی‌طرف برگزار شده است |                                     |                                     |                                     |
| تیم                                       | برد                                 | مساوی                               | باخت                                |
| ایران                                     | ۱                                   | ۰                                   | ۰                                   |
| قرقیزستان                                 | ۰                                   | ۰                                   | ۱                                   |

## فهرست کلی بازی‌ها
| # | تاریخ      | نتیجه بازی            | ورزشگاه / شهر            | عنوان بازی‌ها             | گلزنان                                                                  |
| - | ---------- | --------------------- | ------------------------ | ------------------------ | ----------------------------------------------------------------------- |
| ۶ | ۱۴۰۳/۰۸/۲۹ | قرقیزستان ۲ - ۳ ایران | دولن اومورزاکوف، بیشکک   | مقدماتی جام جهانی ۲۰۲۶   | طارمی (۱۲)– حردانی (۳۳) –آزمون (۷۶) کوجو (۶۴،۵۱-پ)                      |
| ۵ | ۱۴۰۳/۰۶/۱۵ | ایران ۱ - ۰ قرقیزستان | ورزشگاه فولادشهر، اصفهان | مقدماتی جام جهانی ۲۰۲۶   | طارمی (۳۴)                                                              |
| ۴ | ۱۴۰۲/۰۳/۲۶ | قرقیزستان ۱ - ۵ ایران | دولن اومورزاکوف، بیشکک   | قهرمانی آسیای مرکزی ۲۰۲۳ | طارمی (۳۴ و ۳۹ و ۵۶) – آزمون (۶۶ و ۷۹) ** مورزایف(۵۲)                   |
| ۳ | ۱۳۹۵/۰۳/۱۸ | ایران ۶ - ۰ قرقیزستان | ورزشگاه آزادی، تهران     | بازی دوستانه             | شجاعی (۶-پ) – طارمی (۲۵) – ترابی (۲۹)– انصاری‌فرد (۶۸ و ۹۰) – آزمون (۸۷) |
| ۲ | ۱۳۷۶/۰۳/۱۹ | ایران ۳ - ۱ قرقیزستان | ورزشگاه آزادی، تهران     | مقدماتی جام جهانی ۱۹۹۸   | عزیزی (۳ و ۷۷) – باقری (۵۲) ** کاستوف (۱۶)                              |
| ۱ | ۱۳۷۶/۰۳/۱۴ | ایران ۷ - ۰ قرقیزستان | ورزشگاه عباسیون، دمشق    | مقدماتی جام جهانی ۱۹۹۸   | باقری (۳۵ و ۵۱) – دایی (۵۷) – مجیدی(۶۸ و ۸۸)– میناوند (۷۶) – موسوی (۸۲) |

## گلزنان
کلا ۱۲ بازیکن ایرانی با پیراهن تیم ملی ایران موفق به زدن گل به تیم ملی قرقیزستان شده‌اند که مهدی طارمی با زدن ۶ گل بهترین گلزن ایران در این بازیها میباشد.

### گلزنان ایران
- ۶ گل: مهدی طارمی
- ۴ گل: سردار آزمون
- ۳ گل: کریم باقری
- ۲ گل: کریم انصاری‌فرد – خداداد عزیزی – فرهاد مجیدی
- ۱ گل: مهدی ترابی – مسعود شجاعی – علی موسوی – مهرداد میناوند – علی دایی– صالح حردانی

### گلزنان قرقیزستان
- ۲گل: جوئل کوجو
- ۱ گل: میرلان مورزایف –  سرگی کاستوف